# Бенкалис (округ)
Бенкалис (индон. Bengkalis) — округ (индон. kabupaten) в провинции Риау, Индонезия. Население — 545 737 чел.

## География
Округ расположен на востоке остова Суматра. Также в его состав входят несколько островов поблизости от Суматры (в Малаккском проливе), самые крупные из которых — Рупат и Бенкалис. На острове Бенкалис расположен одноимённый город, являющийся административным центром округа. 

## Климат
Климат экваториальный. Температура воздуха колеблется в течение года в пределах от +26 до +32 °С.  С сентября по январь длится сезон дождей, за это время может выпасть от 800 до 4100 мм осадков. Сухой сезон занимает период с февраля по август.

## Административное деление
В административном плане округ разделён на 8 районов (англ. kecamatan):

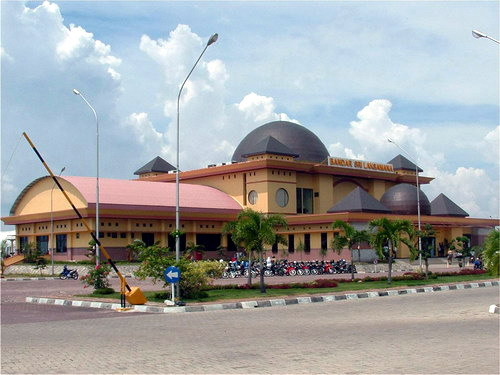
Бандар-Шри-Лакшмана.

| Номер | Район          | Адм. центр    | Площадь     |
| ----- | -------------- | ------------- | ----------- |
| 1     | Бантан         | Селатбару     | 424,40 км²  |
| 2     | Бенкалис       | Бенкалис      | 514,00 км²  |
| 3     | Букит-Бату     | Сунгапакнинг  | 1128,00 км² |
| 4     | Мандау         | Дури          | 937,47 км²  |
| 5     | Рупат          | Батупанджанг  | 896,35 км²  |
| 6     | Северный Рупат | Танжунгмеданг | 628,50 км²  |
| 7     | Пингир         | Пингир        | 2503,00 км² |
| 8     | Малый Сиак     | Лубумуда      | 742,21 км²  |

## История
До провозглашения независимости Индонезии территория Бенкалиса входила в состав султаната Сиак. В период с 1945 по 1956 года, то есть, после провозглашения независимости Индонезии, эти земли продолжали оставаться под властью султана Шарифа Касима II из Сиака.
В 1956 году в ходе административно-территориальной реформы был образован округ Бенкалис, на тот момент входивший в провинцию Средняя Суматра. В 1958 году, после образования провинции Риау, округ был включён в её состав.

## Транспорт
На конец 2000-х годов в Бенкалисе насчитывалось 2426 км дорог, из которых только 439 км заасфальтированы. Связь между островами поддерживается с помощью паромов.
В Бенкалисе, Сунгапакнинге и Селатпанджанге есть морские порты, которые обеспечивают связь, в том числе, и торговую, с такими портами, как Думай, Паканбару и Батам. Поддерживается сообщение и с Малайзией.
В Букитбату есть аэропорт окружного значения.

## Население
На конец 2000-х годов показатель численности населения округа Бенкалис составлял 545 737 человек. 
Большинство верующих исповедуют ислам.
Основную часть населения составляют малайцы, но есть также яванцы, китайцы, минангкабау, батаки, бугисы и др. народы.